# Brave (låt)
Brave  är en låt skriven av David Kjellstrand, Jimmy Jansson och Laurell Barker, framförd av Hanna Ferm.
Låten tävlade med startnummer sju i den fjärde deltävlingen av Melodifestivalen 2020 i Malmö, från vilken den kvalificerade sig direkt till finalen. I finalen slutade bidraget på fjärde plats.

## Listplaceringar
| Lista (2020)                | Topplacering |
| --------------------------- | ------------ |
| Sverige (Sverigetopplistan) | 9            |